# مارسپند
مارسپند، در پهلوی (مانسر سپند) mansarspand و در اوستا به صورت (مانثَره ثپنتَه) manøara spənta آمده‌است و به معنی کلام مقدس است، که ایزد موکل بر کلام است. سخن دارای نیرویی است که نام آن نیرو، منتره است که می‌تواند دانش را به عمل در بیاورد که نشان‌دهنده کلام مقدس است. او دهمین آفرینش مینویی اورمزد و از یاوران سپندارمد و امشاسپند است. همچنین این ایزد موکل بر بیست و نهمین روز ماه است که مانسرسپند یا مارسپندان نام دارد.
مارسپند در اساطیر ایرانی و در مزدیسنا، ایزدی است که نمود کلام و سخن خدایی، یعنی اوستا به‌شمار می‌آید. این ایزد پاسدار زمان‌ها، خردها، چشم‌ها و گوش‌ها نیز است؛ و همچنین جلوه‌ای از سخن و گفتار ایزدی است؛ و میتوخت که موجودی اهریمنی و دیوی، کلام زشت، دروغ، و نماد گفتار نادرست است که مقابل ایزد گفتار مارسپند قرار می‌گیرد.